# Gert Jõeäär
Gert Jõeäär (Tallin, Estónia, 9 de julho de 1987) é um ciclista estónio que foi membro da equipa francesa Cofidis desde 2013 até 2016.

## Biografia
Em 2009 estreiou como profissional na equipa estónia Meridiana-Kalev Chocolate.
Em 2010, requalificou-se como amador alinhando pelo CC Villeneuve Saint-Germain. Foi um dos melhores amadoress na França em 2012. Para a temporada de 2013 voltou ao profissionalismo da mão da equipa francêsa Cofidis.

## Palmarés
2009
- 3.º no Campeonato da Estónia Contrarrelógio

2010 (como amador)
- 3.º no Campeonato da Estónia Contrarrelógio

2011 (como amador)
- 1 etapa do Tour da Mancha
- 1 etapa da Ronde de l'Oise
- 2.º no Campeonato da Estónia Contrarrelógio

2012 (como amador)
- 1 etapa do Tour da Mancha
- 1 etapa da Ronde de l'Oise
- Paris-Chauny
- 2.º no Campeonato da Estónia em Estrada
- Tour da Mirabelle

2013
- Tour da Estónia, mais 1 etapa
- 3.º no Campeonato da Estónia Contrarrelógio

2014
- Três Dias de Flandres Ocidental, mais 1 etapa
- Campeonato da Estónia Contrarrelógio
- 2.º no Campeonato da Estónia em Estrada

2015
- Campeonato da Estónia Contrarrelógio
- Campeonato da Estónia em Estrada

2016
- Campeonato da Estónia Contrarrelógio

2017
- 1 etapa do Tour da Estónia
- 2.º no Campeonato da Estónia Contrarrelógio
- Campeonato da Estónia em Estrada

2018
- 2.º no Campeonato da Estónia em Estrada
- 1 etapa do Baltic Chain Tour

2019
- 3.º no Campeonato da Estónia em Estrada